# Investigação do caso Richthofen
A investigação do notório Caso Richthofen revelou que Suzane Louise Von Richthofen, de 18 anos, planejou a morte de seus pais, Manfred Albert von Richthofen e Marísia von Richthofen, com a ajuda de seu namorado Daniel Cravinhos e do irmão dele, Cristian Cravinhos, na madrugada de 31 de outubro de 2002.

## Noite do crime
Como o caso já era um grande mistério, se tratava de vítimas de certa importância social e já havia chamado a atenção da imprensa naquela madrugada, houve uma união de várias equipes de investigação do Palácio da Polícia Civil, em São Paulo. Como era a equipe de plantão naquela madrugada, a equipe H-Sul atendeu ao chamado do 27º Distrito Policial. A Dra. Renata Helena da Silva Ponte foi ao local do crime juntamente com os investigadores Alexandre Chaim, Marcos, Marcelo, Valter e a perícia, além de acionar o titular, Dr. Ricardo Guanaes, e toda a sua equipe. 
Quando o chefe dos investigadores da H-Sul, Robson Feitosa, chegou ao local, encontrou seu pessoal e alguns jornalistas. Logo depois, chegou Astrogildo Cravinhos, pai do namorado de Suzane von Richthofen. Robson, que tem por hábito filmar os trabalhos de sua equipe para seu arquivo particular, conversou com o perito Salada. Resolveram que fariam uma imagem global e, depois, uma específica, para então estudar melhor o caso. Robson subiu as escadas, filmou os quartos, depois, o andar térreo e, finalmente, a área externa da casa. Ao conversar com o perito Salgueiro, que fazia o exame pericial da área externa, trocou impressões de como os muros eram altos, e a casa, bem protegida. Nenhuma marca nos muros indicava que a entrada do(s) assassino(s) tivesse sido dessa maneira. 
Robson logo pediu que seu pessoal trouxesse para dentro o Sr. Astrogildo. Queria ouvir o que ele tinha a dizer, na companhia da Dra. Renata e do chefe de investigações da Equipe C-Sul, Sérgio de Oliveira Pereira, o Serjão. Foi impressionante perceber quantos detalhes sobre a família Von Richthofen eram conhecidos por aquele senhor. Ele declarou que jamais imaginou um crime como aquele, contra um homem com tanto dinheiro. Contou que era hábito do casal deixar sempre por volta de 8.000 reais numa caixinha, na biblioteca. O marceneiro que havia feito os móveis da churrasqueira também lhe havia confidenciado que o Sr. Manfred era "extremamente chato, detalhista demais, e mandava refazer tudo o que não aprovava completamente". O investigador continuou conversando, "dando corda" para a testemunha. Astrogildo contou que seu filho Daniel namorava Suzane havia bastante tempo e tinha viajado muitas vezes para a chácara da família Von Richthofen em São Roque, que a mãe dava muitas ordens aos garotos e os repreendia demais, e que o pai era mais flexível. Também disse que nunca soube de nenhuma briga do casal de namorados com os pais da menina. Astrogildo também falou de seu outro filho, Cristian, que era investigador da polícia, do Grupo de Operações Especiais (GOE). Robson perguntou mais detalhes sobre o cargo de Cristian, e o pai esclareceu que na verdade não era investigador, ele só "colaborava" com um delegado do GOE. "De vez em quando ele anda na viatura com eles, eu até repreendi ele para não ficar andando mais com esse pessoal... Chegava em casa com a viatura na porta...".
Mais tarde Robson descobriu que Cristian era, na verdade, um informante do GOE. "Se ele fosse realmente investigador, o próprio Cristian ou alguém do GOE teria aparecido no DHPP para se inteirar dos autos. Afinal, os pais da namorada do irmão de Cristian tinham sido assassinados! Mas ninguém nunca apareceu, nem que fosse para coletar informações sobre o caso”, disse Robson ao policial Salada. Enquanto a Dra. Renata e Serjão continuavam a conversa com Astrogildo, Robson se concentrou em sua filmagem. Uma das coisas que logo chamou a sua atenção foi o fato de não terem sido encontrados nenhum pano de chão, rodo ou vassoura na casa inteira. Isso seria discutido mais tarde, pois foi um dos fatos sem explicação em toda a investigação. Os outros investigadores estavam espalhados pela rua, conversando com vizinhos. Era preciso saber se tinham ouvido algum barulho, o que achavam do crime, o que sabiam da família.
Segundo uma vizinha da mansão a impressão geral era de que os Von Richthofen eram muito discretos mas simpáticos. Ela já havia visto viaturas da Polícia Militar na porta da casa deles e se sentiu ameaçada quando, em julho daquele ano, avistou um jovem casal que havia saído da casa andando descalços em volta do quarteirão e fumando maconha, era a filha do casal Von Richthofen e um rapaz que ela não conhecia. Disse que tentou conversar com os pais da garota por diversas vezes, até que conseguiu encontrar com a empregada enquanto ela saía da mansão, mas a funcionária disse que Manfred, Marísia e Andreas estavam de férias na Europa. Para a Equipe H-Sul, várias incongruências chamaram a atenção logo no início dos trabalhos. Durante toda a perícia, a delegada Dra. Renata esteve no local, enquanto o delegado Dr. Guanaes interrogava a família e comunicava-se por telefone com os peritos.
Enquanto isso, durante seu primeiro interrogatório, Suzane informou que havia uma mala na biblioteca que estava cortada. Salada já tinha visto a mala, mas não o corte, porque estava deitada sobre o rasgo, e quando mexesse nela durante a perícia saberia que estava cortada. Portanto, Suzane verificou muito bem o escritório antes de chamar a polícia, fato que não passou despercebido. Ela havia dito ao PM Alexandre Boto que não tinha entrado na casa, mas havia. O corte na mala foi feito por faca de lâmina lisa, mas na prateleira do escritório foi encontrada apenas uma faca de lâmina serrilhada. O criminoso teria trazido a faca, já sabendo que precisaria dela, ou havia guardado a faca depois do uso, o que soou muito estranho aos policiais. A hora aproximada do crime que os peritos informaram para o delegado também não batia com o depoimento da filha, que dizia ter passado em casa por volta da meia-noite e visto os pais dormindo, "até roncando". Essa diferença de horários por si só já levantava dúvidas no depoimento dela. Além disso, o Delegado Guanaes discutia com seus colegas, "que ladrão deixaria uma arma de fogo nova no local do crime?". Todos os policiais consideraram o fato muito improvável, quase infantil.
Da Equipe C-Sul, no local, acompanharam a perícia e as investigações preliminares a delegada Dra. Cíntia Tucunduva Gomes e os investigadores Sérgio, Wendel, Leandro, Francisco, Santana, Mareei, David e Luciano, que conversaram com os vizinhos e o vigia da rua. Como se tratava de investigação mais abrangente, a 1ª Delegacia da Capital também enviou seu chefe de investigadores, Carlos Eduardo Montez, e mais três homens. No local do crime, faziam parte da equipe da Dra. Cíntia três papiloscopistas, que recolheram impressões digitais da arma, das janelas, dos interruptores e até de papéis e documentos. Para as digitais em papel, foi utilizado um líquido cor-de-rosa, a ninidrina, que as evidencia. Cada detalhe, para ela, poderia esconder uma verdade ou esclarecer uma mentira. De cara, achou estranho que o saco de lixo colocado na cabeça de Marísia fosse igual àqueles usados na casa. Assim que viu o saco, olhou todos os cestinhos de lixo da casa, mas não encontrou nada. Os sacos de lixo do mesmo tipo, guardados na despensa, estavam fechados, sem uso. Quem colocou o saco de lixo na cabeça da vítima deixou o resto do pacote sobre a cama, e não havia na casa nenhum pacote aberto para uso.
Outra coisa que logo chamou a atenção dela foi a jarra amarela no criado mudo de Marísia. "Já viu alguém levar uma jarra de água para o quarto sem um copo? Ia beber água durante a noite como?" dizia ela. Além disso, os corpos do casal estavam bastante molhados. Se a jarra tivesse sido utilizada pelo assassino para trazer água na hora do crime e lavar os corpos, isso teria de ter sido feito por alguém que soubesse onde a jarra estava guardada, alguém da convivência da casa. Não fosse assim, a cozinha deveria estar com todas as portas dos armário abertas, o que não ocorria. A Dra. Cíntia fez muitas outras observações relevantes que ficariam guardadas em sua memória no decorrer da investigação: a casa era estranha, não tinha espelhos, exceto os dos banheiros. Tudo estava muito em ordem, o que não é comum em latrocínios. Também existia a dúvida de como os assassinos teriam entrado, se não havia sinal de arrombamento nas portas da casa, os muros da mansão tinham mais de 3 metros de altura, nenhum vizinho teve sua casa usada como passagem e os portões estavam trancados. Outro fato intrigante era a Chevrolet Blazer do casal. Na garagem estava tudo aberto, o controle do portão estava no carro, "então por que o ladrão não carregou a Blazer com o produto do roubo e levou o carro?" indagou a delegada. Nenhum eletrodoméstico ou equipamento eletrônico havia sumido. Várias hipóteses começaram a se formar na cabeça da delegada.
Para todos os envolvidos na investigação do assassinato do casal Von Richthofen, desde o início aquele "latrocínio" parecia uma encenação, e os trabalhos se concentraram nas pessoas mais próximas da casa: filhos, empregada, colegas de emprego de Manfred, na Dersa e pacientes de Marísia. Do local do crime, a Delegada Renata também continuava a passar todas as informações que obtinha por telefone para Dr. Alvim, num trabalho realmente de colaboração entre as equipes H-Sul e C-Sul. De imediato, a Dra. Cíntia pediu que os investigadores Mareei e David fossem buscar Suzane, Andreas e Daniel na Equipe H-Sul e os levasse para a C-Sul, onde o delegado Dr. Alvim Spinola de Castro os ouviria.
O Dr. Ricardo Guanaes, delegado titular da Equipe H-Sul, foi pessoalmente à casa da família Cravinhos buscar Suzane, Andreas e Daniel, que haviam sido dispensados após o boletim de ocorrência lavrado no 27º DP. Os três jovens foram levados ao DHPP e assim encaminhados: Andreas seria ouvido na Equipe H-Sul, Suzane pela Equipe C-Sul e Daniel aguardaria na equipe A-Sul. Era importante que os 3 fossem separados e ouvidos, sem que um soubesse o que o outro dizia. Somente desta maneira seria possível averiguar se havia discrepância nos depoimentos.

### Depoimento de Andreas
Andreas entrou nas dependências da Equipe H-Sul sem nunca antes ter pisado numa delegacia de homicídios. Apesar da aridez do local, composto de mesas simples, computadores e policiais armados em todas as partes, o garoto não parecia assustado. Pelo contrário. Comportou-se como adulto, depondo de forma controlada, com a cabeça concentrada em tudo o que acontecia ao seu redor. Sentou-se na sala acompanhado pela advogada Dra. Wanda Aparecida Garcia La Selva, constituída pela Dersa para ajudar o filho de Manfred no depoimento, e começou a relatar o que sabia para a escrivã Aparecida. Parecia uma história comum, sem nenhuma informação relevante para o caso. Andreas, naquele dia trágico, estava cabisbaixo e muito amedrontado. Pensava em cada pergunta para respondê-la, como naturalmente faz aquele que não traz respostas prontas. Não definia os horários fora de rotina com exatidão e seu depoimento soava real.
Segundo ele, acordou às 6h40 e arrumou-se para ir à escola. Às 6h55, saiu com o pai, como fazia todo dia. Assistiu às aulas no Colégio Vértice até as 12h45. Suzane foi buscá-lo, como sempre fazia. Chegaram em casa por volta das 13h. Almoçaram com a mãe, como nos dias normais. O pai não almoçava em casa. Às 13h55, saiu com a irmã para ir à aula de inglês, que terminou às 15h. Daniel e Suzane foram buscá-lo e juntos foram ao Shopping Ibirapuera comprar o presente de Suzane, que faria aniversário no dia 3 de novembro. Gastaram R$ 3 mil em roupas e acessórios das grifes Gucci e Versace (que foram usadas por Suzane um dia depois, no enterro de seus pais). Chegaram em casa por volta das 16h50. Às 17h, Suzane saiu. Ela havia avisado a mãe que iria até a faculdade, onde estudava Direito, para participar de monitoria. Às 18h a mãe chegou em casa e às 18h40 ou 18h50 chegou o pai. Os pais jantaram às 20h. Andreas não jantou porque já havia comido um lanche do Habib's. Foi ver televisão em seu quarto — assistiu ao desenho Os Simpsons. Por volta das 21h o pai veio lhe dar um beijo de boa-noite, enquanto ele tomava banho. Às 22h, foi a vez de a mãe despedir-se dele. Foi a última vez que viu os dois. Às 22h30, ajeitou as almofadas de sua cama embaixo dos lençóis, para fazer parecer que estava dormindo. Conforme o combinado no dia anterior, iria ao Red Play escondido dos pais, que, rigorosos, nunca deixariam que saísse à noite para jogar nos computadores de um cybercafé. Foi para o escritório e fez uma ligação para o celular de Suzane, que o passou para Daniel. Disse: “Estou pronto, pode vir me buscar”. Daniel veio buscá-lo sozinho. Disse que ele e sua irmã iriam a um motel, como presente de aniversário para Suzane, mas não disse o nome do local escolhido por eles. Chegando ao cybercafé Red Play, cumprimentou todos os funcionários e foi para o computador. Depois de cinco minutos, o casal foi embora. Combinaram que viriam apanhá-lo às 3h. Às 2h50 ligou para a irmã, que estava saindo do motel para buscá-lo. Juntos, levaram Daniel até sua casa, conversaram um pouco e foram embora. Suzane e Andreas chegaram em casa por volta de 3h55 ou 4h.
Andreas contou ao delegado que sua casa tinha alarme, o qual estava desligado naquela noite. Mesmo assim, se acionado um dos botões de pânico espalhados pela casa, a empresa de segurança receberia o sinal. Segundo o menino ao chegarem viram luzes acesas e tudo muito bagunçado, além da porta da frente destrancada e a janela da biblioteca aberta. Andreas declarou que chamou pelos pais e teve muito medo de ser agredido por alguém que ainda estivesse na casa. Também estava assustado demais e esqueceu de apertar o botão de pânico da biblioteca, que acionaria a empresa de segurança. Por fim foi impedido por Suzane de subir as escadas. Saiu com a irmã pela porta da frente. Dali mesmo ela usou o celular para telefonar para Daniel, que os orientou a sair da casa e esperá-lo e logo após isso chamaram a polícia pelo 190. Segundo Andreas Suzane também discou o número de casa, mas ninguém atendeu o telefone.
Ao ler o depoimento do menino delegado e investigador chefe se entreolharam. Várias lacunas na história precisavam ser preenchidas. O menino estava falando o mínimo necessário, e nada disse sobre a história da família e suas relações. Dr. Guanaes resolveu mudar de estratégia. Encaminhou o filho das vítimas e sua advogada para sua sala, mais confortável e menos opressora que a sala em que ele tinha sido interrogado, com uma escrivã relatando em linguagem policial os fatos daquele dia. Robson acompanhou-os e sentou-se no sofá de couro ao lado da mesa. O delegado sentou-se em sua cadeira, o menino à sua frente. Novamente, pediu que ele contasse seu dia. Outra vez o menino foi lacônico, somente respondendo às perguntas que foram feitas. Delegado e policial sabiam que a história estava por demais incompleta. Começaram então a esclarecer Andreas dos riscos que corria ao omitir algum fato:

Delegado Guanaes: "Andreas, vamos esclarecer o que está acontecendo aqui. Seus pais morreram, e quem fez isso pode fazer o mesmo com você. São pessoas que não medem as consequências de seus atos, e, se você estiver de alguma forma envolvido, ou não nos contar a verdade sobre o que sabe, pode até ir parar na Febem".
Investigador Robson: "Teu pai levou muita pancada para morrer. Ele e sua mãe estavam vivos quando foram atacados e sofreram muito. Presta atenção, Andreas, eles devem ter implorado pela vida deles. Já pensou sobre isso? Tudo o que você contar pode ajudar a descobrir quem fez isso!".
Andreas agitou-se na cadeira. Olhava com aflição para os dois homens que diziam tudo aquilo que ele queria saber, mas não queria ouvir.
Guanaes: "Pensa nisso, Andreas. Teu pai e tua mãe foram assassinados, aqueles que te amavam, que te colocaram no mundo... Como você pode proteger quem matou aqueles que mais se importavam com você? Acabou, teu mundo caiu, você está sozinho. Conta tudo pra gente!"

Neste momento, os olhos do menino ficaram marejados. Ele olhou para cima, como se pudesse absorver novamente as lágrimas que teimavam em escorrer pelo rosto. Num fio de voz o jovem, perguntou:

Andreas: "Vocês têm as fotos dos meus pais aí? Do que aconteceu com eles? Eles morreram mesmo?"
Robson: "Tenho, mas não vou te mostrar".
Andreas: "Por quê? Eu quero ver!"
Robson: "Porque o que fizeram com seus pais não se faz nem com um animal sem dono. Você está omitindo coisas em seu depoimento e vai se complicar pelo que nem fez. Sabemos que você não estava lá, mas sabemos que você sabe muito mais detalhes do que está contando para nós".
Guanaes: "Conte tudo de uma vez!"

Andreas passou as costas da mão na testa, enxugando o suor que encharcava seus cabelos. Secou-as na calça de moletom, respirou fundo. Perguntou por Suzane e pediu uma água. Meio perdido, amedrontado e muito constrangido, acrescentou em seu depoimento o fato de que fumava maconha. Ele usava o entorpecente havia mais ou menos sete meses, a irmã e o cunhado ofereceram-lhe e ele aceitou, mas não sabia se Daniel e Suzane consumiam a droga antes disso. No dia anterior, logo depois de almoçarem com a mãe, ele e Suzane tinham ido até o quintal fumar um "baseado" atrás da caixa d'água do casarão. Muitas vezes era ali que se escondiam para obter o prazer proibido. Outras vezes saía de carro com a irmã e o cunhado e fumavam enquanto davam voltas pelo bairro.

Guanaes: "Você sabia que o Daniel e a Suzane frequentavam motéis?"
Andreas: "Sim, doutor, eu sabia. Teve uma vez que eu fui com eles, escondido no porta-malas, a um motel chamado Disco Verde. Só saí do carro depois de estar seguro de que ninguém me veria. Os dois queriam me mostrar como era um motel, e lá a gente também usou maconha juntos".
Robson: "O que mais você fazia escondido dos seus pais, além da maconha e das saídas à noite?"
Andreas: "Eu tenho uma mobilete que comprei em sociedade com o Daniel. O Cravo [Sr. Astrogildo] também ajudou a comprar as peças na Amaral Gurgel, na "boca das motos", o Daniel montou pra mim e fica escondida na lavanderia da casa deles. Meu pai nem sonha que eu tenha uma mobilete, ele jamais deixaria".
Robson: "E você usa a mobilete quando? Usou ontem?"
Andreas: "Usei. Depois que eu liguei para a Suzane dizendo que já estava pronto para ir ao Red Play, o Daniel me buscou sozinho e fomos para a casa dele buscar a mobilete. Eu entrei na lavanderia, peguei-a, verifiquei que estava com o tanque cheio, e fui para o cybercafé nela, seguindo o Daniel e a Suzane, que foram no Gol".
Guanaes: "E você voltou para casa com ela?"
Andreas: "Quando eu telefonei para o celular da Suzane, às dez para as três, ela disse que eles já estavam vindo me buscar. Então fiquei dando umas voltas por ali mesmo, esperando eles chegarem. Quando avistei o Gol da Suzane, segui o carro. Eles me levaram para dar uma volta na Avenida Brasil e outras ruas que eu não conheço muito bem, e só depois fomos deixar o Dani em casa. Isso devia ser umas quinze para as quatro".

Já eram 20h. Nada parecia fazer o menino falar livremente. Ele só respondia o que lhe era perguntado. Robson, sem aviso prévio, bateu forte na mesa do delegado e disse: “"P*rra", Andreas! Eu tô te falando que fizeram patê da cabeça dos seus pais e você fica aí contando historinha de mobilete... Eu não sou moleque, rapaz. Fala a verdade inteira!”

Guanaes: "Não vem dar diploma de burro pra mim, garoto. Sou delegado, só trato de homicídios. Tá vendo estas pastas aqui em cima da minha mesa? É o meu trabalho, tudo gente que foi assassinada, e eu vou descobrir quem matou!"
Andreas: "Mas que verdade vocês querem ouvir? Eu sei disso tudo, estou sofrendo e não preciso ser tratado assim"
Guanaes: "A verdade, sem criar nem esconder nada!"
Advogada: "Andreas, fale a verdade sem proteger ninguém. A polícia não é o inimigo, o inimigo é quem assassinou seus pais. É você que tem que ajudar a descobrir quem foi".
Andreas: "Mas eu não sei o que eles querem saber".
Guanaes: "É só contar tudo e qualquer coisa, mesmo aquelas que não pareçam importantes. Lembre que a idade que você tem é o tempo que a gente trabalha na polícia".

O menino, já cansado, resolveu falar do assunto familiar que sempre o afligia: a relação de Suzane e Daniel, a revolta dos pais com o namoro dos dois, as mentiras, os encontros escondidos, a cobertura que dava a eles, o peso de ser o único da família Von Richthofen a saber que o namoro continuava. Mas era melhor contar tudo. Naquela madrugada, Suzane e Daniel tinham pedido que protegesse o amigo, porque se a polícia soubesse de tudo ele seria o maior suspeito. Suzane implorou: "Andreas, tomara que isso tudo não caia na cabeça do Dani. Ele ficou trinta dias aqui em casa e deixou digital pra todo lado, em tudo quanto é canto da casa. Não fala nada dele para a polícia". Daniel também tinha conversado com ele: "A polícia vai ficar no meu pé por causa da treta que eu tive com teus pais e também porque eu fiquei morando um mês na tua casa, deixei um monte de impressões digitais".
Somente Andreas sabia que quando Suzane dizia que estava indo para o monitoramento na PUC, estava na verdade indo para a casa dos Cravinhos. Ali, seu namoro era "permitido e abençoado". Em julho, o casal Richthofen e o garoto resolveram viajar durante todo o mês para Portugal, Espanha, Suíça, Alemanha e Finlândia. Foi nesse período que Daniel "mudou-se" para a mansão. Dias felizes, para tudo acabar na volta dos donos da casa, no fim daquele mês. Mesmo na Europa, Andreas continuou acobertando o relacionamento que a irmã e Daniel mantinham e disse que não havia contado isso antes, era para que não pensassem mal de Daniel. "Ele é um cara maravilhoso, gosto dele como um irmão mais velho, mas sei que usar drogas é errado. Se meus pais soubessem que eu fumo maconha com a Suzy de vez em quando, cometeriam suicídio. Eu não acho que o Dani seria capaz de fazer algo de ruim com eles, ele ama a nossa família" disse Andreas.
O delegado Guanaes incentivava Andreas a contar mais detalhes do dia do crime. Perguntou novamente sobre quando chegaram em casa. Segundo o menino foi entre 3h55 ou 4h. Durante o percurso, Suzane contou que gastara 300 reais no Motel Colonial. Também falou que, depois de deixar Andreas no Red Play, voltou para casa para pegar dinheiro para o motel (100 reais). Suzane disse que chegou em casa à meia-noite, subiu e verificou que os pais estavam dormindo. Pegou o dinheiro e saiu, trancando a porta. Andreas relatou que, ao chegarem, viram luzes acesas e tudo muito bagunçado, além de a porta da frente destrancada e a janela do escritório aberta. Reparou em vários papéis espalhados pelo chão, móveis com portas e gavetas abertas, uma pasta marrom com um corte junto ao fecho. Perto da pasta estavam as chaves-reserva da casa. Segundo o menino a pasta era da mãe e tinha segredo. Era ali que ficavam guardadas as chaves-reserva, além de dinheiro e cheques recebidos por ela. Também reparou numa faca serrilhada, que era da cozinha. Robson e Guanaes estranharam alguns detalhes do depoimento de Andreas com o que Suzane havia falado aos policiais ao fazer o boletim de ocorrência. Para ver a pasta, teriam que ter entrado na casa.
Questionaram Andreas, que respondeu:

"Andreas: Olhei rapidamente. A Suzane entrou, olhou melhor e me contou. A pasta não estava lá?"
"Robson: Você que tem que dizer se estava ou não!"
"Andreas: Ela disse que sim".
"Guanaes: Ela não deixou você subir por quê? Sabia de alguma coisa?"
"Andreas: Eu não sei mais nada".

Nesse momento, a expressão do rosto de Andreas era de susto e confusão. Só lembrava que naquela manhã, logo antes de tentar dormir na casa dos Cravinhos, a última frase da irmã fora: "Tomara que isso tudo não caia na cabeça do Dani...". Depoimento terminado. Já eram 22h e todos estavam cansados. Robson perguntou a Andreas se ele queria um lanche do McDonald's, mas o menino queria só um sorvete. Mesmo assim, a polícia insistiu que o garoto se alimentasse com um lanche, fritas, refrigerante e o desejado sorvete. Andreas aceitou as fritas com esforço, rejeitou o lanche e, finalmente, saboreou o sorvete. O objetivo da polícia com isso era cansar Andreas para que ele falasse algo a mais sobre a irmã. Para os policias, a partir desse momento o garoto já passou a desconfiar da irmã.
O depoimento do garoto foi o de maior importância e norteou muito as investigações da Delegacia de Homicídios. Apesar de ter Daniel como irmão mais velho e adorar Suzane, jamais se furtou em responder com verdade a tudo que lhe foi perguntado. Não tinha respostas prontas; nenhum depoimento seu parecia preparado. Sendo assim, qualquer envolvimento de Andreas foi descartado e, para a polícia, Andreas seria a próxima vítima de um crime - até aquele momento não confirmado - praticado por Daniel Cravinhos e talvez, Suzane. A pedido do delegado, o tio de Andreas, Miguel Abdalla, foi chamado. Foi pedido que Andreas fosse afastado da irmã e de seu cunhado até que as investigações terminassem, ficando aos cuidados de seu tio.

### Primeiro depoimento de Suzane
Enquanto Andreas estava sendo ouvido na Equipe H-Sul Suzane e Daniel foram encaminhados para a Delegacia C-Sul, onde os dois ficaram aguardando no corredor. O casal esperou que o Dr. Alvim, delegado da equipe, chamasse a filha das vítimas para ouvir sua história. Enquanto isso não acontecia, trocavam beijos e abraços, chamegos e carinhos. Os policiais que por ali passavam e viam a menina com as pernas sobre o colo do namorado, cochichando e sorrindo, espantavam-se em saber que se tratava da adolescente que acabara de saber que os pais tinham sido assassinados de forma brutal. O primeiro depoimento de Suzane foi acompanhado por Denivaldo Barni, um advogado da Dersa, que chegou à delegacia espontaneamente. A empresa em que Manfred von Richthofen trabalhava achou politicamente correto que um advogado de seu quadro de funcionários acompanhasse os órfãos nos procedimentos policiais que se faziam necessários, dando assistência à família do engenheiro brutalmente assassinado no acontecimento trágico. A filha do casal parecia tranquila, tinha o olhar assustado e uma história para contar que chamou a atenção do delegado Alvim por estar muito pronta e que parecia, de alguma forma, preparada com antecedência. O delegado estranhou e notificou toda a equipe de que suspeitava da filha do casal.
Suzane declarou que cursava o primeiro ano de Direito na PUC-SP e declarava ter um convívio familiar harmônico. Tinha boa amizade com os pais e com o irmão, Andreas. Seus pais controlavam mais os horários do irmão, que não podia sair à noite, mas nos finais de semana o controle não era tão rígido. Sua casa possuía sensores infravermelhos na porta de entrada e na comunicação entre cozinha e sala que disparavam um alarme quando atravessados. No quarto de seus pais, no seu, no de seu irmão e na biblioteca havia botões de pânico, que deveriam ser acionados se qualquer barulho estranho fosse ouvido pelos moradores. Um equipamento e tanto de segurança, que segundo ela, estava desligado para que a empregada tivesse livre acesso em toda a casa. Duas câmeras de vídeo estavam direcionadas para as portas de entrada. O monitor de vídeo ficava na cozinha, mas infelizmente não gravava o que era captado pelas câmeras. Declarou também que empregadas domésticas contratadas pela mãe não ficavam mais de seis meses trabalhando em sua casa e que meses antes, por coincidência, ela e a mãe haviam sido seguidas por um Escort azul de vidro escuro em momentos diferentes. Também relatou a história de uma antiga empregada que tinha furtado dinheiro da mansão da família.
Segundo a menina no dia fatídico ela havia saído de casa por volta das 17h, indo para a casa de Daniel. Ali, ficaram vendo TV até as 18h, quando resolveram ir à Blockbuster alugar um filme. Depois de procurar por um título interessante, não encontraram nada e resolveram visitar o irmão de Daniel, Cristian Cravinhos. Eles precisavam devolver a ele uma máquina de cortar cabelo que Daniel havia pegado emprestada. O casal ficou na casa de Cristian por quinze minutos e depois retornou à casa de Daniel. Por volta das 22h30, Andreas ligou para Daniel, que foi buscá-lo conforme haviam combinado. Ele queria ir jogar Counter Strike e Sim City no cybercafé perto de casa, mas teria de sair escondido dos pais. Segundo Suzane, isso acontecia pelo menos uma vez por semana. Juntos, encontraram Suzane na casa de Daniel, onde Andreas pegou a mobilete que ali ficava escondida (era um presente secreto da família Cravinhos, que Daniel montou para o "cunhado" adolescente) e foram os três para o cybercafé Red Play. 
À meia-noite Suzane e Daniel retornaram para a residência dela para buscar cem reais que estavam em sua mesa de estudos. Enquanto o rapaz esperou no carro ela entrou em casa. Encontrou a porta fechada e todas as luzes apagadas, exceto a luz da varanda e do abajur, que ficavam acesos de costume. Subiu e viu os pais dormindo com a porta aberta, como de hábito. Passou pela biblioteca para ver se tinha algum recado para ela, foi ao banheiro e saiu. O casal, segundo ela, foi procurar um motel na Rodovia Raposo Tavares, mas depois mudou de ideia e resolveu se divertir no Motel Colonial, onde chegaram por volta de 1h30. Solicitaram a suíte presidencial, pela qual pagaram 385 reais, e ficaram até as 2h40. Era a comemoração do aniversário de Suzane. Ao saírem, foram imediatamente buscar Andreas no cybercafé. Acompanharam o menino, que deu algumas voltas pelo bairro em sua mobilete. Suzane então deixou o namorado e a mobilete na casa dele e foi com o irmão para casa por volta das 4h. Encontraram a porta da frente da residência aberta, as luzes da cozinha e da sala acesas e viram que a biblioteca estava bagunçada. Uma pasta que continha dinheiro em moeda nacional e e moedas estrangeiras estava rasgada e vazia. Saiu da casa, foi para a área da piscina e ligou para o namorado. Daniel pediu que não entrasse mais na casa e disse que iria para lá. Suzane discou 190 e chamou a Polícia Militar. Os policiais entraram, fizeram breve vistoria e noticiaram que seus pais haviam sido mortos. Confirmou que a arma de fogo que estava no local pertencia a seu pai.
Quando o Dr. Alvim perguntou a ela por que ficou apenas pouco mais de uma hora no motel quando poderia ter ficado muito mais, Suzane respondeu que Andreas havia ligado e pedido que fossem buscá-lo porque o Red Play estava ficando vazio. O irmão sabia que o casal estava num motel. Ela também disse em seu depoimento que não fez sexo com o namorado naquela noite. Suzane contou ao delegado que namorava Daniel fazia três anos e que seus pais nada tinham contra o namoro. Segundo seu depoimento Daniel frequentava sua casa em datas comemorativas. Também confessou que o casal fazia uso de entorpecentes, mas que achava que seu irmão Andreas nunca tinha experimentado nenhuma droga. Ela não imaginava que Andreas tivesse contado que usavam drogas juntos.

### Primeiro depoimento de Daniel Cravinhos
Daniel em seu depoimento contou "basicamente" a mesma versão que Suzane. Disse que tinha bom relacionamento com os pais dela, que frequentava sua residência uma ou duas vezes por mês, porque os horários da namorada não batiam com sua programação, que os pais dela regulavam muito seus horários, para que os estudos não fossem prejudicados pelo namoro. Naquele dia, Suzane chegou em sua casa por volta das 17h. Foram comprar ração para peixes, voltaram, mas logo resolveram ir até a locadora Blockbuster pegar alguns DVDs. Desistiram antes de entrar e voltaram para casa de Daniel, onde esperaram o telefonema de Andreas. Depois de deixar o "cunhado" no Red Play, o casal de namorados rumou para a rodovia Raposo Tavares, para procurar um motel onde comemorariam o aniversário de Suzane.
Próximos à rodovia, mudaram de ideia e resolveram ir para o Motel Colonial, onde achavam que "curtiriam melhor" a data. Como o programa escolhido era mais caro e precisavam de mais dinheiro, foram até a casa de Suzane para completar o valor necessário. Daniel ficou no carro enquanto a namorada entrou e saiu, o que levou aproximadamente dez minutos. Seguiram para o Motel Colonial, de onde saíram poucas horas depois para buscar Andreas no cybercafé. Deram algumas voltas com o garoto, que usava sua mobilete, foram para a casa de Daniel, onde ele desceu e guardou o ciclomotor do menino. Suzane e Andreas foram embora, mas telefonaram para ele logo depois, contando que a casa estava revirada. Daniel pegou seu carro e foi imediatamente para a casa da namorada. Enquanto esperavam na rua pela Polícia Militar, deram vários telefonemas para dentro da casa, esperando que Manfred e Marísia atendessem e dissessem se estava tudo bem, mas não entraram com medo de encontrar um assaltante. Daniel, quando soube que seus "sogros" estavam mortos, chamou seu pai. O rapaz também disse que os pais de Suzane bebiam cerveja e uísque diariamente e que achava que o crime poderia estar relacionado com alguma empregada da casa, atual ou antiga.

### Conflitos nos depoimentos e álibis
Logo, vários conflitos relevantes entre os depoimentos do casal surgiram. Primeiro, quanto ao programa da tarde: Suzane dizia que o casal havia entrado na Blockbuster, Daniel dizia que não. A segunda contradição era quanto às atividades do casal entre deixar Andreas no Red Play e chegar ao Motel Colonial, enquanto Suzane dizia ter ido levar o irmão ao Red Play, depois passado em casa para pegar o dinheiro, em seguida para a Raposo Tavares e finalmente para o Motel Colonial, Daniel disse que levaram Andreas, foram para a Raposo Tavares, dali para a casa de Suzane e em seguida, para o Motel Colonial. Para a polícia o lapso de tempo entre deixar Andreas na casa de jogos e a chegada ao Motel Colonial à 1h30 daquela madrugada estava confuso, e as versões só se confundem quando são mentirosas. 
O terceiro conflito era sobre como o tempo foi gasto no motel. Daniel dizia que chegaram ao quarto, usaram a hidromassagem, foram para a piscina e então "pintou um clima" e transaram. Para Suzane eles tinham ido primeiro para a piscina, depois para a hidromassagem e nada de sexo naquela noite. Poucas horas haviam se passado para que qualquer um deles se confundisse quanto às atividades românticas no motel. O quarto conflito era de que na conversa com o policial, Astrogildo Cravinhos havia alegado que o casal Richthofen sofria de alcoolismo e bebiam todos os dias, tese confirmada por Daniel Cravinhos. Suzane e Andreas afirmaram que apenas o pai bebia vinho socialmente. Na mansão foram encontradas 3 garrafas de vinho do Porto lacradas e o exame do IML constatou que nenhuma das vítimas havia ingerido algum tipo de bebida alcoólica nas últimas 72 horas.
Daniel também não conseguia lembrar que roupa Suzane usava no motel, pois segundo Andreas ela foi levá-lo ao Red Play vestida de um jeito e buscá-lo de outro. Outro detalhe que chamou a atenção da polícia foi a aliança de compromisso que Suzane usava naquela quinta-feira, mas Daniel, não. Quando Ado conversou com Miguel Abdalla, tio da garota, ele contou que seis ou sete meses antes a família Von Richthofen havia comemorado a quebra do compromisso e a retirada da aliança do dedo anular da filha. Bem, ela a estava usando novamente. Houve a decisão de manter o casal completamente separado até que os depoimentos estivessem finalizados, pois alguns detalhes não estavam "bem combinados".
Os investigadores Luciano e Francisco seguiram para o Motel Colonial verificar o álibi do casal de namorados. Eles entraram à 1h36 do dia 31 e saíram às 2h55, apesar de poderem ficar até o meio-dia. Pagaram em dinheiro vivo uma conta de R$ 318,50, que incluía a diária de uma suíte com sauna, piscina, teto solar, cachoeira e hidromassagem e o consumo de uma lata de coca-cola. Os investigadores Wendel e Leandro foram até o cybercafé Red Play ouvir o gerente, Almir, confirmando o álibi de Andreas von Richthofen quanto ao horário de entrada e saída, além de consumo. Foi pedido ao gerente um relatório de frequência de Andreas e Daniel, no qual se verificou que nunca o primeiro havia ficado até tão tarde no estabelecimento como aconteceu no dia do crime. Foram chamados para depor o proprietário do local, dois funcionários noturnos e mais um empregado. Eles achavam que Suzane e Daniel fumavam maconha.
Na noite de quinta-feira em conversa com o Dr. Armando de Oliveira Costa Filho, diretor da Divisão de Homicídios do DHPP, Suzane von Richthofen não perguntou quem estaria cuidando do velório, do enterro e da liberação dos corpos de seus pais. Suas dúvidas se concentravam em saber se poderia vender imediatamente os carros da família e se na próxima semana ela e Andreas poderiam viajar para Portugal, passar um tempo na casa que a família mantinha no país e "estriar a cabeça". Revoltado com o descaso em relação aos pais, o Dr. Armando chamou a atenção dela, explicando que seria responsabilizada por suas ações. Nada ainda podia ser provado, mas o estado de ânimo do casal envolvido era espantoso para a equipe.

## Acusação
O promotor Roberto Tardelli esperava que Suzane von Richthofen e os irmãos Daniel e Cristian Cravinhos pegassem 50 anos de prisão cada um. Suzane, seu namorado Daniel e o irmão dele, Cristian Cravinhos, confessaram ter matado os pais dela, a "golpes de pau", na casa em que a família vivia e foram denunciados pelo Ministério Público por crime de duplo homicídio triplamente qualificado por motivo torpe, meio cruel e impossibilidade de defesa da vítima; e fraude processual, por terem alterado a cena do crime. De acordo com o promotor, não haveria como o juiz arbitrar a sentença de 60 anos porque Suzane era menor de 21 quando cometeu o crime. Os três são réus confessos e colaboraram para o andamento do processo. Uma considerável vitória da promotoria foi impedir o desmembramento do processo, fazendo com que Suzane e os irmãos Cravinhos fossem julgados juntos. Além disso, segundo o promotor, venceria nesta segunda o período de prisão domiciliar, mesmo que o ministro Nilson Naves, do Superior Tribunal de Justiça, não tenha estabelecido um prazo.
Atuou como 'assistente da acusação', em nome de Miguel Abdalla, que era irmão de Marísia, o advogado criminalista Alberto Zacharias Toron, que foi o último a falar pela promotoria. Ele reforçou a linha de acusação do promotor Roberto Tardelli e insistiu na participação dos três, com responsabilidades idênticas no crime.

## Defesa
O advogado Mauro Otávio Nacif defendeu a tese que sua cliente sofreu uma "coação moral irresistível", ou seja, de que ela foi pressionada pelo namorado para participar do crime, sob pena de perdê-lo. O namorado teria ganhado muita importância na vida da ré depois de ela ter perdido a virgindade com ele, aos 16 anos, já que, segundo o advogado, a questão da virgindade era um tabu na casa de Suzane, que recebeu uma educação rígida graças à ascendência alemã e cuja mãe se casou virgem. Ela estaria tão envolvida com o namorado que, na opção entre Daniel e os pais, ela optou pelo namorado. Para o advogado, Daniel "escravizava" Suzane e foi o responsável por seu envolvimento com drogas como maconha — que consumia frequentemente — e ecstasy. Ele diz que Daniel não queria usar preservativos e obrigava Suzane a tomar injeções mensais de anticoncepcionais, que a desagradavam profundamente.